# Delahaye Type 119
Der Delahaye Type 119 ist ein Nutzfahrzeug-Modell aus den 1930er Jahren. Hersteller war Automobiles Delahaye in Frankreich.

## Beschreibung
Die Fahrzeuge wurden zwischen 1931 und 1936 hergestellt. Es gab die Varianten Type 119 und Type 119 P.
Die Fahrzeuge haben einen Sechszylindermotor mit 100 mm Bohrung, 130 mm Hub, 6126 cm³ Hubraum und 90 PS Leistung. Der Ottomotor war in Frankreich mit 23 CV eingestuft. Die Nutzlast der ersten Lastkraftwagen beträgt 6,5 Tonnen, die der letzten 9 Tonnen. Außerdem gab es Omnibusse.
Eine Variante mit Dieselmotor wurde zeitgleich als Delahaye Type 129 angeboten. Ferner gab es eine Variante als Dreiachser mit 15 Tonnen Nutzlast.